# Rimavská Sobota
Rimavská Sobota (allemand : Großsteffelsdorf,  hongrois : Rimaszombat) est une ville de la région de Banská Bystrica, en Slovaquie, dans la région historique de Malohont. Sa population est de 24 400 habitants.
Cette ville se situe à 65 km au sud-sud-est de Banská Bystrica.

## Histoire
La plus ancienne mention de Rimavská Sobota remonte à 1268. (Rymoa Zumbota).
La localité fut annexée par la Hongrie après le premier arbitrage de Vienne le 2 novembre 1938. En 1938, on comptait 6 345 habitants dont 744 d'origine juive. Elle faisait partie du district de Rimavská Sobota (hongrois : Rimaszombati járás). Le nom de la localité avant la Seconde Guerre mondiale était Rimavská Sobota/Rima-Szombat. Durant la période 1938 - 1945, le nom hongrois Rimaszombat était d'usage. À la libération, la commune a été réintégrée dans la Tchécoslovaquie reconstituée.
Le hameau de Bakta était une commune autonome en 1938. Il comptait 336 habitants en 1938 Elle faisait partie du district de Rimavská Sobota (hongrois : Rimaszombati járás). Le nom de la localité avant la Seconde Guerre mondiale était Bakta/Bakti. Durant la période 1938 -1945, le nom hongrois Bakti était d'usage.
Le hameau de Dúžava était une commune autonome en 1938. Il comptait 254 habitants en 1938 Elle faisait partie du district de Rimavská Sobota (hongrois : Rimaszombati járás). Le nom de la localité avant la Seconde Guerre mondiale était Dúžava/Dúsa. Durant la période 1938 -1945, le nom hongrois Dúsa était d'usage.
Le hameau de Mojín était une commune autonome en 1938. Il comptait 267 habitants en 1938 Elle faisait partie du district de Rimavská Sobota (hongrois : Rimaszombati járás). Le nom de la localité avant la Seconde Guerre mondiale était Majom. Durant la période 1938 -1945, le nom hongrois Mezőtelkes était d'usage.
Le hameau de Nižná Pokoradz était une commune autonome en 1938. Il comptait 394 habitants en 1938 Elle faisait partie du district de Rimavská Sobota (hongrois : Rimaszombati járás). Le nom de la localité avant la Seconde Guerre mondiale était Nižnia Pokoradz/Alsó-Pokoradz. Durant la période 1938 -1945, le nom hongrois Alsópokorágy était d'usage.
Rimavská SobotaRimavská Sobota
Le hameau de Tomášová était une commune autonome en 1938. Il comptait 1358 habitants en 1938 dont 15 juifs. Elle faisait partie du district de Rimavská Sobota (hongrois : Rimaszombati járás). Le nom de la localité avant la Seconde Guerre mondiale était Tomášová/Tamásfalva. Durant la période 1938 -1945, le nom hongrois Rimatamásfalva était d'usage.

## Démographie

### Évolution de la population
| Année:               | 1994.  | 2004.   | 2014.   | 2024.    |
| -------------------- | ------ | ------- | ------- | -------- |
| Nombre de personnes: | 25 341 | 24 520  | 24 268  | 21 175   |
| Différence:          |        | -3,23 % | -1,02 % | -12,74 % |

| Année:               | 2023.  | 2024.   |
| -------------------- | ------ | ------- |
| Nombre de personnes: | 21 341 | 21 175  |
| Différence:          |        | -0,77 % |

## Jumelages
La ville de Rimavská Sobota est jumelée avec :
- Kolín (Tchéquie)
- Ózd (Hongrie)
- Tiszaújváros (Hongrie)
- Salonta (Roumanie)
- Świętochłowice (Pologne)

## Personnalités liées à la commune
- Lujza Blaha (1850-1926), actrice de théâtre et chanteuse ;
- Ditta Pásztory-Bartók (1903-1982), pianiste hongroise, épouse du compositeur Béla Bartók.